# Justicia criminal
Justicia criminal (título original: Criminal Justice) es un telefilme dramático estadounidense de 1990 dirigido por Andy Wolk y protagonizado por Forest Whitaker, Anthony LaPaglia y Rosie Perez.

## Argumento
Denise Moore es una mujer que fue robada y agredida brutalmente. Es llevada a comisaría, donde identifica a Jesse Williams como uno de sus agresores. Sin embargo él niega su implicación en el caso. Desde ese momento, la defensa de Williams intentará reducir su implicación para así obtener una sentencia menor y de breve condena.

## Reparto
| Actor            | Personaje       |
| ---------------- | --------------- |
| Forest Whitaker  | Jessie Williams |
| Anthony LaPaglia | David Ringel    |
| Rosie Perez      | Denise Moore    |
| Jennifer Grey    | Liz Carter      |
| Tony Todd        | Detective Riley |
| Saundra McClain  | Loretta Charles |
| Joe Lisi         | Detective Lane  |

## Producción
La película fue filmada en Pittsburgh, Pensilvania.

## Recepción
En el presente la producción cinematográfica ha sido valorada en portales cinematográficos. En IMDb, por ejemplo, con 367 votos registrados por parte de los usuarios, la película obtiene una media ponderada de 6,4 sobre 10.
La película recibió 2 premios y 2 nominaciones.